# Impasse Louise-Émilie-de-La-Tour-d'Auvergne
L'impasse Louise-Émilie-de-La-Tour-d'Auvergne est une voie située dans le quartier de Rochechouart du 9e arrondissement de Paris.

## Situation et accès
L'impasse Louise-Émilie-de-La-Tour-d'Auvergne est desservie à proximité par la ligne 12 à la station Saint-Georges.
Elle est située entre les nos 34 et 36 de la Rue Louise-Émilie-de-La-Tour-d'Auvergne.

## Origine du nom

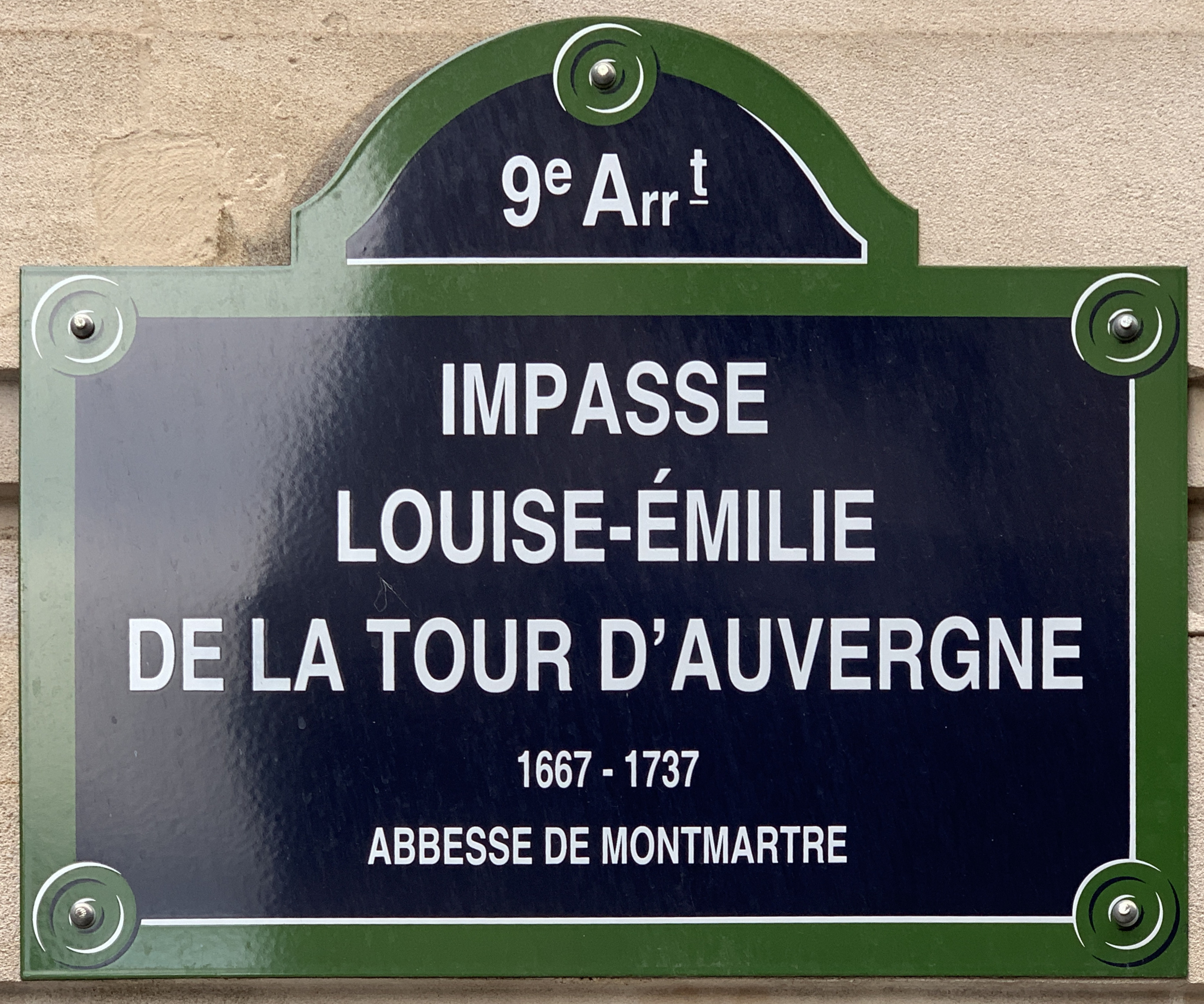
Plaque de l'impasse.

Elle porte le nom de l'une des abbesses de l'abbaye de Montmartre, Louise-Émilie de La Tour d'Auvergne (1667-1737), en raison de sa proximité avec la rue éponyme.

## Historique
La voie est ouverte en 1896 sous la dénomination « impasse de la Tour-d'Auvergne ».
Par délibérations no 168 du Conseil de Paris, en date des 1er, 2, 3 et 4 octobre 2019, l'impasse de La Tour-d'Auvergne devient l'« impasse Louise-Émilie-de-La-Tour-d'Auvergne », dans le cadre de la mise en valeur des voies parisiennes portant un nom de femme,.

## Bâtiments remarquables et lieux de mémoire
Tous les immeubles sont signés par l’architecte Henri Tassu.
- No 34 bis : une plaque commémorative rappelle que le trompettiste Louis Armstrong a résidé dans cette immeuble, entre 1934 et 1935.